# بارت سيمبسون
بارثولوميو جوجو «بارت» سمبسون (بالإنجليزية: Bartholomew JoJo Simpson) هو شخصية خيالية في مسلسل الرسوم المتحركة لعائلة سمبسون. ظهر للمرة الأولى على شاشات التلفزيون في معرض تريسي أولمان القصير. بارت يبلغ من العمر 10 سنوات ويظهر بارت في المسلسل كولد شقي يفتعل المشاكل ويدبر المفالب وهو غير ذكي على عكس أخته ليسا. بارثولومبو جوجو بارت سمبسون الشخصية الوهمية لسلسة الرسوم المتحركة لعائلة سمبسون وعضو العائلة الذي أُعطى اسمه للمسلسل. إن بارت الذي نُفذ من قبل الممثلة نانسى كارترايت ظهر في «ليلة سعيدة» من القصيرات ل عائلة سمبسون والذي نُشر في معرض تريس اولمان القصير في 19 أبريل 1987 للمرة الأولى في التليفزيون. فقد تم تصميم بارت وإنشاؤه من قبل مات غرونينغ «فنان الرسم الكاريكاتورى» عندما كانوا ينتظروا في بهو مكتب جيمس إل بروكس. فاذا دُعى غرونينغ فنان لتقديم مسلسل يعتمد على الحياة في الجحيم فإنه يعطى قرار لتقديم مجموعة جديدة من الشخصيات بدلاً من هذا. ولو أخذنا من أفراد عائلة غرونينغ أسماء الشخصيات المتبقية فيصبح اسم بارت هو الجناس الناقص لكلمة برات (الطفل الغير مطيع). إن عائلة سمبسون بعد أن احتلت ثلاث سنوات في معرض تريس أولمان القصير وصلت إلى مجموعتها في قناة فوكس في 17 ديسمبر 1989. مارت الذي في سن العاشرة يكون أكبر الأطفال والابن الوحيد ل«هوميروس ومارجى»، فهو يكون الأكبر ل ليزا وماجي. تكون أبرز السمات لشخصية بارت هي الإزعاج، التمرد وعدم الاحترام للسلطة. بارت الذي وُجد في ألعاب الفيديو والفيلم السينمائي لعائلة سمبسون وجولة لعائلة سمبسون والإعلانات والروايات الهزلية احتل مكاناً أيضا في المنتجات الأخرى المرتبطة بعائلة سمبسون. وقد وجد مكاناً لنفسه أيضاً في المنتجات التجارية المتنوعة المستوحاة من المسلسل، في الأصل فإن نانسي كارترايت خططت من أجل اختيار دور ليزا أما ييردلاي سميث فقد خططت للانضمام من أجل بارت. فقد أصبح صوت سميث عالياً من أجل ذلك الطفل ولهذا السبب فقد أُعطى دور ليزا لها. إن كارترايت عندما فكرت بأن ليزا لم يكن لها اهتمام بالوقت فقد اختارت بارت عندما فكرت أنه يكون له دور أفضل بدلاً من ذلك. تتضمن السمات المميزة للشخصبة مكانة مكتوبة على لوح الطباشير في بداية المسلسل وحيله عندما ينادى «ميو» وتتضمن كذلك شعارات مثل «كل سروالي القصبر» و «يا إلهى» و«لا تحصل على بقرة يا رجل !» في أول فصلين لعائلة سمبسون (1991-1989)، فقد كان بارت هو الشخصية التي أُظهرت للمعرض وأدى ذلك إلى البارتمان. وعندما أصبحت التيشيرتات التي تحمل كلمات وإشعارات مختلفة تابعة لسمبسون وفي الفترة التي أصبح فيها أكثر مبيعا وصل بارت إلى نسبة البيع بمقدار ميليون في اليوم. وقد ارتفع جزء «هل بارتمان» إلى رقم في خريطة الرسم البياني الفردي وكان الجزء الأكثر مبيعا لعام 1991 . شعور بارت بالغرور بسبب أدوار التمرد وبسبب عدم كونه ناجحاً بالقدر المنتظر جعل الآباء والمعلمين يقيمونه كنموذج لدور سيئ للأطفال. وقد مُنعت التيشرتات المكتوب عليها «أنا أكون بارت سمبسون»، «وأنت من تكون» في الكثير من المدارس. حتى لو بدأت السلسة التركيز على جميع العائلة بالقرب من الموسم الثالث فإن بارت لا يزال أحد الشخصيات البارزة في السلسلة.فقد أوضح تايم أن بارت يكون واحد من 100 شخص الأكثر أهمية في القرن ال 20 .

## دور سيمسون
استخدم سمبسون خط زماني ساكن والذي افترض أن الشخصيات ليست كبيرة السن وأنها دائماً على دراية بكل جديد. فقد ارتبطت الأحداث في كثير من الأجزاء لفترات زمنية معينة، على الرغم من الدراسة للأجزاء المتتالية. لقد عبّر الفصل الثالث لعام 1991 "أي مارد مارجا ""لقد تزوجت مرجا" بشكل أساسي عن ميلاد بارت في عام 1980. استطاع سمبسون أن يعيش مع عائلته في منازلهم في "سبرنج فيلد" في الشرق الأقصى. وبسبب العلاقة التي تكونت عند ميلاد "ليسا" فقد غار بارت من أولويته. ولكن أول كلمة نطق بها هي "بارت " وعندما تعلم آنس بارت بليسا دون أي نزاع. وكانت بداية عام 1990 هو أول يوم دراسي لبارت فقد ثبت أول عمل له غير مبالٍ من قِبل المعلم وبدأ قلق مرجا. وذات يوم تعرف بارت على مالهوس خلال فترة الاستراحة. وبدأ بارت يستهزء بميلهوس وأصدقاء آخرين بإيماءات وألفاظ بذيئة. وقال المدير" سكنراليه" إن الطريق الذي اخترته والذي بدأته حتى الآن إلى المدرسة هو الطريق نفسه الذي ستتبعه طيلة حياتك. هل تفهم ما أقوله؟، "ولكن بارت أجاب قائلا "لا تبالي ". ويتم فحص الفصل التاسع عشر لعام 2008 "ذت 90 سكند شو "، "عرض التسعين ثانيه"، باهتمام كبير وذلك بالخطة المسبقة للقصة المنشورة. والمثال على ذلك حيث يظهر في هذا الجزء هومير ومارجر في بداية عام 1990 بلا أطفال. ومن بين هوايات بارت التزحلق بالمزلج، ومشاهدة التلفاز وخصوصا البلياتشو كريستي الذي يتضمن عرض ترمك وكيمك، وقراءة الروايات الكرتونية وخصوصاً راديو [اكتف مان ]، ولعب ألعاب الفيديو، والتصرف بشكاسه. وطوال المسلسل يذهب بارت إلى المدرسة الابتدائية في"سبرنج فيلد"وكان في الصف الرابع حيث درس في "إدنا كرابابلن". ونتيجه لعدم الدراسة الكاملة ل"فل تايم""الوقت الأساسي" فإنه أحياناً يتم العمل في ال"بارت تايم ""الوقت الإضافي "
، وفي جزء الفصل الثالث «بارت ذا مردر»، «بارت المغتال» لعام 1991 كان يعمل كساق في نادي توني الإجتماعي. وفي جزء الفصل الخامس«بارت جتس فيمس» أصبح بارت مشهوراً لعام 1994 عمل بارت كمساعد للبلياتشو كريستي. وفي جزء الفصل الثامن عام 1996 «بارت أفتر دارك» «بارت بعد الظلام» عمل كبواب لميزون دريار. وفي جزء الفصل الثامن لعام 1997 «هومس إنمي»، «أعداء الوطن» عمل لفتره قصيرة كصاحب لمصنعة.

## الشخصيات

### الإبداع

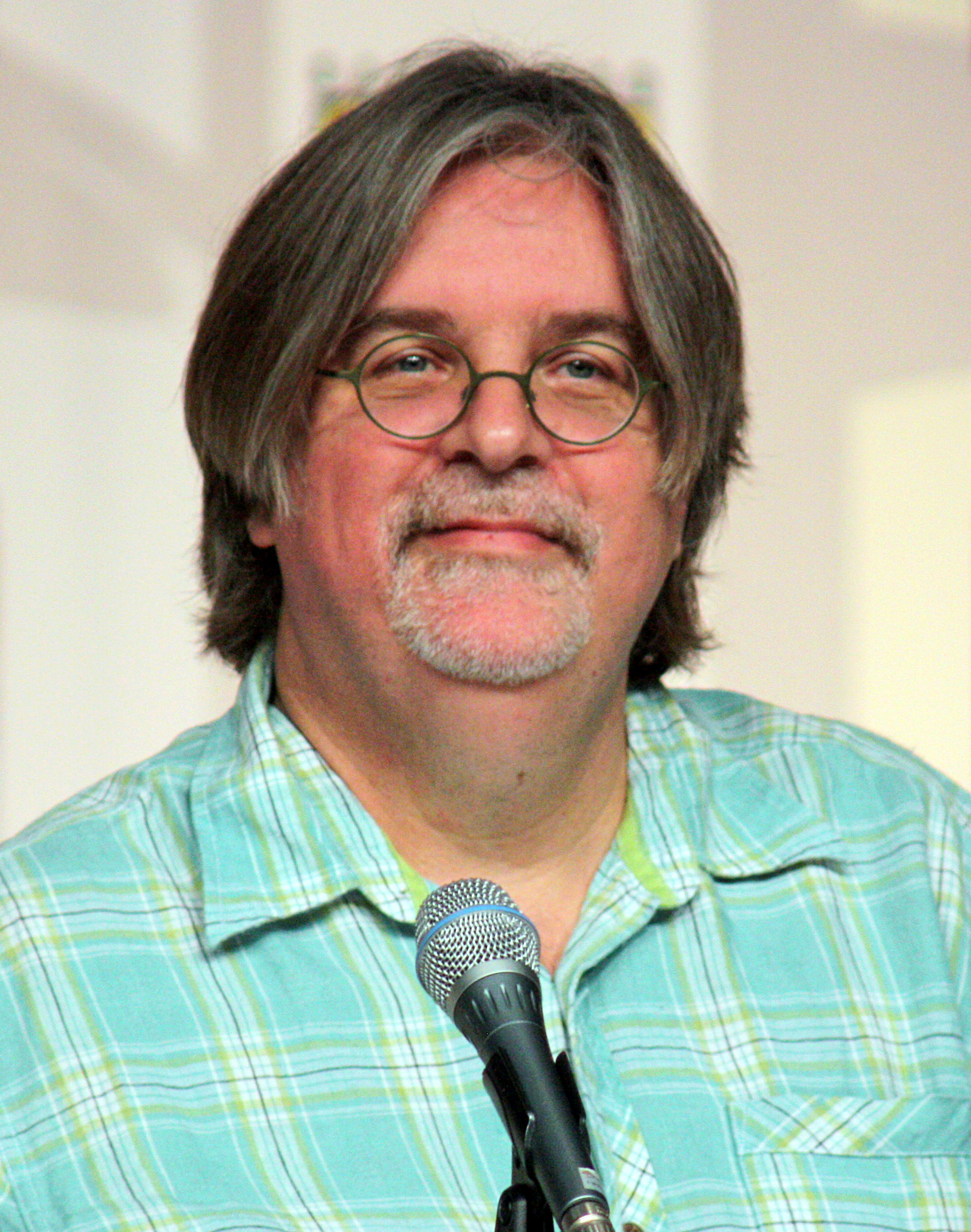
أبدع مات غورنينغ بارت عندما كان ينظر إلى مكتب بروكس

لقد أبدع «مات غوروننغ» قصه بارت بينما كان ينتظر في مكتب «جاميس لابروكس». وفي عام 1986 أبدع «مات غوروننغ» بارت وجميع عائلة سمبسون بينما كان في صالة الانتظار لمكتب المخرج «جاميس بروكس».
نظم «مات غوروننغ» دعوة من أجل عرض سلسلة تحريك الرسوم في السينما والتي تكونت في حقيقة الامر لعرض «ذا أولمان تراسي» كما عرض تهيئة لمجلة «الحياة في الجحيم».
وعندما لاحظ سبب تنازله عن حقوق نشر عمل أحياء لمجلة «الحياة في الجحيم» إتخذه قراراً في إدارة أخرى.
كما رسم سريعا مهمة عائلة غير بناءة على الشخصيات التي تقدم أسماء أفراد عائلته. واختار اسم «بارت» بدلاً من اسمه لطفل العائلة المتمرد والتي تعادل كلمه «طفل بلا فائدة» وذلك لأن إطلاق اسم «مات» على الشخصية كان سيجعله واضحاً.
بارت هي شخصية تفكر بشكل سلس، تغيرت تماماً عندما ترجمت «كارترايت»،  وقد أعطى كثير من الأشخاص لغورونينغ الإلهام في إبداع شخصية بارت. أتاح مارك والد ماتغورونينغ أشكال عديدة لتصرفات بارت.
وقد تم إبداع شخصية بارت كعديد من النسخ المعدلة لشخصية طفل والتي توضح التعامل النموذجي من خلال خلط العديد من خصائص الشخصيات مثل «توم ساوير» و«هوكابيري فن» في شخص واحد. وعرف بارت قائلا «وإذا كان» أديا هاسكل«هو صاحب العرض الغنائي» ليف آت توبيوفر «ماذا كان يحدث؟»،
وإلى جانب «غورونينغ» فقد لمع بريق الرائد «أفاجان دنس» الذي قدّم الإلهام في مجال إبداع الشخصية التي تصف التهديد من الحقيقة وكسر الواقع. ويُعد «سايجه» هو الاسم الثانى لبارت مقابل شخصيات تحريك الرسوم مثل «باول ونكلا موسى» و«روكت جاسكويرا» الموجودان في عرض «ذا روكي آند بولونكلا» المأخوذ من الاسم الثاني ل«جاي وارد».
وفي عام 1987 فقد ظهر بارت لأول مرة مع كل عائلة سمبسون في جزء"جود نايت"(ليلة سعيده) وهي اختصار لعرض "ذا تريسي أولمان.
وفي عام 1989 فقد هيّأت عائلة سمبسون لمسلسل «يارم ساتلك»، «قرابة نصف ساعة» والذي سوف يذاع على قناة فوكس. استمر ظهور بارت وعائلته التي ظهرت مؤخراً في هذا العرض المسرحي الجديد.

### التصميم
تم تصميم جميع عائلة سمبسون في شكل معروف من الصورة الظلية. وارتسمت العائلة بشكل كبير لأن غورنينغ عندما أرسل الرسومات المتحركة إلى رسامين الرسومات المتحركة إلا أنهم نسخوا الرسوم بدلاً من هذا. إن بارت عندما ظهر للمرة الأولى في الروايات القصيرة فكان شعره ذو أطراف شائكة وهذه الأطراف الشائكة تكون في طول مختلف. وقد اقتصر عدد هذه الأطراف بعد ذلك على تسعة. وقد وصلت جميعاً إلى نفس الطول. وقد رسم غورنينغ الرسومات في البداية ك «إسود وأبيض» ومع كون الرسومات ملونة إلا أن بارت لم يفكر بأن الأطراف الشائكة سوف تظهر كأنها مستمرة في عقله. فإن سمات تصميم شخصيات بارت لم تُستخدم في الشخصيات الأخرى عموماً. وعلى سبيل المثال فبالرغم من أن ألا أحد يكون صاحب لنظام الشعر الشائك لبارت إلا أن بعض الشخصيات الخلفية اشتركت مع بارت في هذه السمة وذلك في بعض الفصول الأولى. وقد عرف رأس بارت الذي في شكل مستطيل بأنه صندوق قهوة من قِبل المخرج مارك كير كيلان. وقد كانت رأس هومير في شكل مستطيل. وذلك عندما استخدموا من أجل مارجي، ليسا وماجي في شكل كروي وتعلوه قبة. وقد استخدم رسامين الرسوم المتحركة الطرق المختلفة في تصوير بارت. وقد بدأ المخرج القديم جيفري ليش بعلبة ثم أضاف العيون عقب هذا وبعدها الفم وبعد ذلك نهايات الشعر وأضاف بعد ذلك الجسم كله. وقد بدأ مات غورنينغ الرسم بالعيون بشكل طبيعي وعقب ذلك الأنف ثم رسم كل رأس بارت بعد ذلك. تواجه الأطراف المدببة التي في رأس بارت مشاكل في الرسم حيث قامت إدارات الرسم البياني بثلاث رسومات مرة في اليمين والثانية في الوسط ومرة ثالثة في الشمال وعقب ذلك استمرت في الإضافة في منتصف المجال الفارغ إلي أن وصلت حتي التاسعة. فقد أراد غورنينغ عندما رأى قمة الرأس بسبب رسمها في شكل ناظر لمكان بارت. فقد جعل الأطراف المدببة على طول جميع أنحاء الرأس أو في وسطها. ولهذا السبب فقد رسم ويس آرشر وديفيد سيلفرمان. في شكل رسم تخطيطي. وقد بقعوا الجزء نصفه يعمله بمثابة رسوم بيانية. إن بارت في جزء «الرعب السادس لتريس» للموسم السابع عام 1995 رسم «هومير» للقسم الأول كشخصية للرسوم المتحركة للحاسب الآلي ذو الأبعاد الثلاثية مع هومير. تم تزويد مخرجين الرسوم المتحركة للحاسب الآلي بالصور الخاصة بمعلومات الباسيفيك. عندما رسُم نموذج الأبعاد الثلاثية للشخصيات فإن الرسامين لم يعرفوا كيفية ظهور شعر بارت. وقد أدركوا أن فينيل هي التي تكون دميات بارت واستخدموها كنموذج مباعاً لأحدهم.

### الدوبلاج

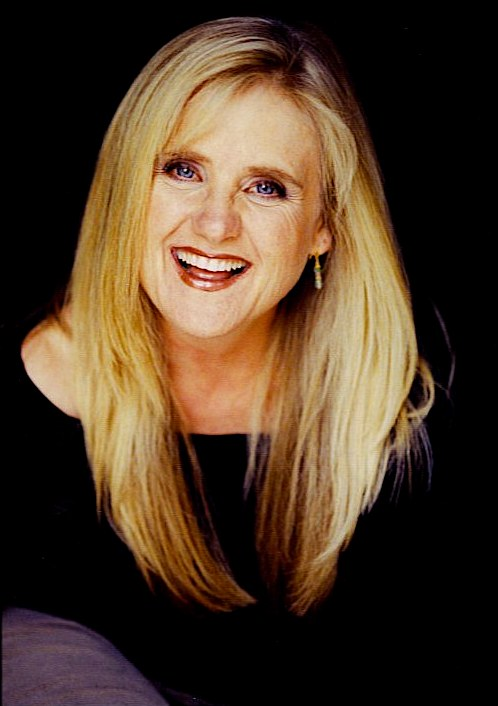
نانسى كارترايت التي صوتت بارت سمبسون

إن صوت بارت قُدم بواسطة نانسي كارترايت والتي صوتت للعديد من شخصيات الأطفال الأخرى في عائلة سمبسون والتي من ضمنهم نيسلون مونتز، رالف ويجوم، تود فلاندرز، كيرني. حتى أن أدوار هومير ومارجي عندما قُدمت إلى وإن كاستيلانيتا وجولي كانفر وذلك من أجل أن يحتلوا مكاناً في فريق معرض ترسى أولمان القصير. فقد أراد المنتجون معرفة الأشخاص الذين سوف يقوموا بأدوار بارت وليسا. وقد اعتقد ييردلى سميث من أجل دور بارت في البداية. ولكن بونيتا بياتيلا مدير الأداء وجد أن صوت سميث كان عاليا جداً. وأضافت إلى عباراتها التي أجرتها عقب سميث"أن صوتي دائما يشبه أكثر صوت الفتاة، وقرأت سطرين من بارت، وقالوا!(شكرا لكم على حضوركم). وقد أُعطى دور ليسا إلى سميث بدلاً منه ، فانضمت نانسي كارترايت إلى الانتخابات من أجل دور ليسا وذلك في 13 مارس 1987. وعندما جاءت إلى المكان الذي سوف يُجرى فيه الانتخابات، إلا أن ليسا تم تعريفها على أنها "الطفل الأوسط" وفي هذه الأثناء رأت كارترايت أن ليسا تطون شخصية ناعمة. وقد بدأت نانسى كارترايت بالاهتمام كثيراً ببارت الذي وُصف في شكل "مخادع، والذي لا يكون ناجحاً بالقدر المتوقع، والذي يكره المدرسة ويكون ذكي وغير محترم". إن مارت غورنينغ أعطى الإذن لنانسي كارترايت لعمل تجربة من أجل بارت وأعطى لنفسه الدور مع سماع منه خطوطه. إن نانسي كارترايت تكون الشخصية الفريدة التي أخذت التدريبات الصوتية المهنية قبل هذا العرض وذلك من بين الأعضاء الأصلية لفريق الصوت لعائلة سمبسون. وقالت كارترايت في صوتها للخطاب العام "لا توجد آثار واضحة من بارت"، وطبقاً لكارترايت فهذا يكون طبيعي. وقد استخدمت عناصرها حول هذا الصوت نفسه قبل معرض تريس أولمان القصير وذلك في العروض مثل مهرى الصغير، سنوكرز، جراء النفوذ. إن صوت بارت الذي كان سهل فقد أرادت بعض الشخصيات السيطرة العليا بأقل جهد. وقد صرحت بكلماتها "أستطيع التخطي بدون صعوبة لصوته". يوجد تقليد نانسي كارترايت للقراءة لكل سطر سواء خمسة أو ستة في شكل مختلف وذلك من أجل توفير عمل أكثر للمنتجين. وما زالت كارترايت تمد صوت بارت في أقسام الماضي في الحاضر. وقد خُفض صوت بارت بشكل إلكتروني ل (الموسم السابع) لجزء (زواج ليسا). على الرغم من شهرة بارت فلم تكن نانسي كارترايت معروفة كثيراً لدى الشعب. في الحالات عندما أُدركت كارترايت في الشارع وسئلت لكي تؤدي صوت بارت أمام الأطفال، فرفضت كارترايت لأنه يفزعهم. أثناء الموسم الأول لعائلة سمبسون لكارترايت بإجراء مقابلات لأنها لم تريد إقامة دعابة حيث أن بارت صُوت من قبل امرأة. وقد أخذت كارترايت 30,000 دولار لكل حلقة في عام 1998. أثناء الخلافات القائمة في موضوع الدفع لنفس العام فقد هددتهم فوكس قائلة أنها سوف تغير ممثلين الصوت الرئيسي الستة بممثلين جدد. وقد قدمت حتى أن تبلغ بعد الفنانين من أجل الأصوات الجديدة. وقد حُلت هذه الخلافات ، وأخذت كارترايت 125,000 دولار لكل حلقة حتى عام 2004. وقد طلب الفنانين في هذا التاريخ 360,000 دولار لكل حلقة. وقد حُل هذا الخلاف أيضاً بعد شهر ، وقد أخذت كارترايت أجرتها 250,000 دولار لكل حلقة. بعد هذه المواجهات ارتفع السعر إلى 400,000 دولار من أجل كل الفنانين حتى عام 2014.

### خصائص إضافية
وبينما كان بارت يكتب رسالة عن المسرح في حفل الافتتاح لجزء أهل سيمبسون فقد قرب الكاميرا كثيراً إلى مدرسة التعليم الإبتدائي «سبرنج فيلد». وعرفت الرسالة التي تتغير من قسم إلى قسم ب (دعابة المسرح الأسود). رسائل المسرح الأسود لا تتضمن تجشؤ التغير للدستور الأول. وإلى جانب ذلك تشتمل رسائل تشبه السياسة مثل «لا أرى موتى» ورسائل أخرى تشبه أصل الثقافة الشعبية مثل «أنا لست المرأة ذات الإتنين والثلاثين من عمرها» أو «لم تقرأ لمن من هؤلاء» والرسائل التي تجاوزت عالم المونتاج مثل «ما وراء الطبيعة-المرجع». هذه الدعابات المرسومة يمكن أن نجدها بسرعه ويمكن أن تتغير لكي تناسب الأحداث اليومية في بعض المواقف. وفي المسرح قسم عام 1992 الفصل الرابع «هومر ذا هرتك»، فقد كتب مثال «لن أحتفل بنيو أوريلنس». وقد كتب اعتذاراً بسبب الأغنية التي صورت مدينة «مرجا المسماة بستريت كار» على إنها وكر ل القراصنة والسكارى والبغي والتي خلقت جدالا كثيراً. وبسبب اختصار أجزاء كثيرة لحفل الافتتاح فإنه لم يتضمن دعابة المسرح الأسود. وتم قطع هذا الجزء من أجل إمكانية فصل الزمن أكثر لتطور الحكاية. وإحدى الخصائص الإضافية لبارت في الفترات الأولى أنه أطلق على «موا سيزسلاك» اسم مستعار وذو دعابة وهو «صاحب موا تافرن» وداعبه على هاتفه قاصداً مناداته. وقبل «موا» فقد بحث عن شخص في بار ولكنه هدد بارت شارحاً له دعابة الهاتف السريعة. وتعتمد هذه النكات على شروط «توبا وبار». فشخصية «موا» مستوحاه من الألماني «لويس رد» صاحب بار توبا. فردوده الحاسمة التي يقدمها مؤيده تماماً ومماثله ل«موا».
وبدأت هذه الدعابات التليفونية ب«هومرس أوديسي» الفصل الأول لعام 1990، وهو الجزء الثالث الذي تم نشره . ولكن الجزء الأول الذي يحتل المركز الأول هو «سم انشنتيه ايفننج» ، وهو الجزء الأول وفقاً لترتيب العمل. وبتطور الحلقة فإن الكُتاب قد وجدوا اسم مستعار جديد. ولهذا السبب فإنه في الفصل الرابع ابتعد عن الدعابة التي تكررت بإستمرار. وبمرور الزمن فقد ظهرت هذه الدعابات من جديد في «لوست فريزون» في آخر عشرين فصل من الأجزاء. ولكن دعابات بارت هذه المرة اختلفت عن السابقة فلم تكن شخصية «موا» ولكنه بحث عن السقاة الموجودين في أماكن مختلفة من العالم. وبينما يستمع مدير بارت إلى تعبير (ايت مى شورتز) الذي قاله إلى «سكنر» وإلى الحوار الذي استغرق 26 ثانية والمأخوذ من جزء «ليساساكز» قدم الإعلام يد العون قائلا «هل لديكم أي مشكلة؟؟».
ظهرت "أيت مي شورتز والتي تعد الجانب الأساسي لبارت مع الوظيفة المكتبية من القُراء ومع التكثيف الذي يعتمد على حادثة "كارترابت" التي حدثت في ليسا.
وأثناء حادث "كارترايت" فقد عزفت فرق "فيرمونت ليسا " مكررة قالب (أيت مى شورتز) بدلاً من (فير مونت ويست). وقد احتلت القوالب الأخرى لبارت مثل "أي كارامبا!" و "رجل ليس لديه بقرة" دونت هاف أكاومان "موضعاً على التيشيرت الذي أنتجه أهل سمبسون خلال الفصول الأولى.
وقد وضعت ع التيشيرت قبل ان يتم استخدام كلمة «كاوا بنجا» في العرض ودائماً يتم ذكر بارت معها.
وفى جزء الفصل الخامس لعام 1994 "بارت أصبح مشهورًا" فقد هجا البلياتشو كريستي صاحب الدور المشهور في عرض بارت الذي اعتمدت جمله على المزاح وذلك في جملة" لم أفعلها" أي دونت دو آت ".
وقد لفت الكاتبون الانتباه إلى أن جملة «أي دونت دو آت»«لم أفعلها» من الممكن أن تكون مشهورة جداً. واختاروا كلمة «داندك» لكي تصبح قالباً. وقد احتل بارت في العرض مكانة كبرى ولكنه في كل مرة يظهر وحيداً في العرض. ووفقاً لقول أهل سيمبسون فإن بارت قد احتل مكانة كبرى في الأفلام السينمائية. وخلال هذه الفترة قد اختفى عضو جنسي لشيء غريب جداً ولكنه ظهر لفترة قصيرة. وكان ذلك هو أحد المسارح التي عملت على هذا الفيلم. وقد اهتم العاملون على كتابة هذا الفيلم وركز الفيلم على هذا الجزء. وكان الفيلم صورة حركية للجمعية الأمريكية والحدود البريطانية. أما عن تصنيف الفيلم فقد ظهر بطريقة، ملائمة وقد احتل الحفل المسرحي الأسبوعي قائمة «30 مشهد عار لا يمكن أن ينسى».

### شخصيته
ومثل كل صاروخ جيد فإن بارت أيضاً منذ البداية هو صانه اللاشيئية. أعصابه غير منظمة إلى أقصى درجة عن ذروته. ففى قصة بارت سيمبسون الموجودة في اختصار الأولمان إما أن يكون في عراك مع الأخت أو أن يكون في قسوة القاتل لوالده أو أن يقوم بأعمال بهلوانية خطيرة والتي تنتهى بفاجعة الفيلم الأساسية وإما أن يقذف هيئة السلطة بكل الجمل البذيئة التي تُقال ضدها. وكان هذا الإدمان المدمر هو الخاصية المعروف بها (النسخة المعدلة التي أنشات العوائق لبارت) الشاب المغرور الذي في الفصول الأولى لسيمبسون. ولكن إذا قارناه ببارت الفقير الجاهل الموجود في فترة الأولمان نجد هناك فرق دقيق جداً في الأدارة والتحفيز. وقد قورنت خصائص شخصية بارت وهي التمرد وعدم احترام السلطة بمؤسس أمريكا. وبالإضافة إلى ذلك فقد تدخل توم سوير وهوكلابري وقاموا بتعريف النسخة المعدلة الحالية. وفى الكتاب الذي يسمى«بلنت سيمبسون» فقد عرف شيرس تورنر بارت بالعدم وإن وجود اللاشيئية هي نظرية فلسفية تدافع عن معنى موضوعي أو هدف أو قيمة داخلية.
وحالة التمرد لبارت جعلته طالب مقدم في المدرسة الابتدائية على مضض. لم يكن بارت ناجحاً في المدرسة وكان فخوراً بذلك. كان في ورطة مع معلمه "كرابابل" والمعلم الأول "سكنر" وأحياناً مع الخادم "ويليا". كان نجاح بارت في المدرسة متدني جداً وكان فريداً في ذلك. وذات مرة كان يقول "أنا أحمق أليس كذلك؟ أحمق مثل عمود الشارع! وهل تعتقد أنني مسرور بذلك؟. وذات مرة أخرى أثبتت ليسا بنجاح أن بارت أكثر حمقاً من همستر. في جزء "سيباريت فوكاشن" الفصل الثالث لعام 1992 فقد أصبح بارت مهتم وارتفعت درجات دروسه. وأشار إلى أن هذا ليس من كونه أحمق ولكن بسبب انسياقه عن دروسه وعدم اهتمامه. في جزء "المساعد الأصغر للأخ" الفصل 11 لعام 1999 فقد أقر فكرة ظهور بارت بنقص الخبرة وفساد النشاط الزائد. وماذا يمكن أن يكون نسبه؟ فالجين الوراثي لسيمبسون محروم من الذكاء القاطع. فهذا الجين يؤثر على ذكاء الأفراد الذكور لعائلة سيمبسون. وعلى الرغم من دخوله في مشكلة "هابيرا" وكونه سادي ووحيد وأناني فإن بارت تظهر عليه علامات الصدق لأقصى درجة. وفي العديد من المرات كان يقدم المساعدة للمدرس الأول "سكنر "والسيد"كرابابل". وفي جزء "أغنية سويت سيمور سكنرز بدسس" الفصل الخامس لعام 1994 كان بارت سبباً في طرد سكنر من عمله. وخارج نطاق المدرسة كان صديقاً معه. تطلع بارت إلى أن يكون سكنر عدو لنفسه وتمكن من إعادته مرة أخرى للعمل . وفي نهاية ذلك لم يستطيعوا ان يصبحوا أصدقاء.
وجدت علاقة مضطر به بين الإثنين وذلك بسبب ضرر بارت وإهمال «هومر» فترة طويلة والمعاملة العاجزة.
وقد أطلق بارت على هومر اسم «بابا» بدلاً منه وذلك منذ زمن بعيد. وأطلق أيضاً عليه اسم «أوغلان». هومر عصبي جداً وعندما طرده بارت لم يتمالك نفسه وأخذ يكتم أنفاسه في عرض الفيلم السينمائي. إحدى الأفكار الأولى المتعلقة بهذا العرض أن هومر غاضب جداً ومضطهد لبارت ولكن بعد التحليل بالتفصيل لتلك الشخصيات كانت تلك الخصائص لينة. وبالقياس مع مارجا وهومر فهما أبوان أكثر اشفاقاً وفهماً ورايا . ولكن عندما نتحدث مع بارت قال جملة «لا تقبض كف اليد». وبعد مرور وقت كبير شعر بارت بالخزي نحو أقاربه.]
وفي جزء (مرجا لا تكوني فخورة) الفصل السابع لعام 1995 قرر أن يقدم الأمومة الزائدة لبارت ويقوم بارت بالسرقة من المحل وبعد القبض عليه يتحفظ في العلاقة ضده. وفي بداية القصة تذمر بارت من بلوغه المفرط ولكن عندما تغير موقف والدته شعر بخطائه وتصالح معها. وعلى الرغم من هذا الموقف فإن بارت أحياناً يوافق على الهبوط قليلاً وذلك إذا رحبت والدته بذلك. وقد أفصح أن مارجا «شاب خاص» وأنه دافع عنه في كثير من الأحداث. وذات مرة علمت أن إدارة بارت في مأزق وفي نفس الوقت علمت بسبب ذلك. فهو لديه ومضه وهذا ليس شيء سيئاً...إنها ومضة طبيعية تجعله يقوم بأشياء ضارة.
إن بارت يكون داخل منافسة الأخوة مع أخته ليسا. ولكن علاقته تكون علاقة صداقة مع أخته ماجي الأصغر وذلك بسبب كون ماجي طفلة. فقد كانت ليسا أيضاً سيئة المعاملة على مرات متفاوتة، بينما كان بارت يؤذي ليسا حتى وأن يقاتلها جسدياً إلا أنهم في الغالب مقربين لبعضهم جداً. فقد كان بارت يهتم كثيراً بليسا حتى كان يعتذر لها دائماً عندما كان يذهب بعيداً. فقد كان بارت يعتقد دائماً أن ليسا أكثر تفوقاً منه لذلك يجب أن يجد حلاً لهذه المشكلة فيذهب إليها كثيراً للحصول على المشورة. فقد كان بارت يحمي ليسا كثيراً. في جزء «الجنرال بارت» في (الفصل الأول عام 1990) عندما كانوا الفتوة في المدرسة يدمرون الكعكات المنزلية لليسا فعلى الفور كان بارت يقف بجانبها. إن أقرب صديق لبارت هو ميلهوس فان هوتين. ولكن بارت كان يظهر الحرج أحياناً في موضوع هذه الصداقة. فيكون لبارت تأثير سلبي على ميلهوس. وقد كان الاثنين متورطين في الكثير من أعمال الشيطنة مع بعضهم البعض. وبسبب هذا التصرف فقد منعت والدة ميلهوس ميلهوس من اللعب مع بارت وذلك في قسم «هومير المعروف» في (الفصل الثالث عام 1991). تظاهر بارت في البداية كأنه لا يهتم لهذا. ولكن في النهاية أدرك بأنه يحتاج لميلهوس. وتمكنت مارجي بإقناع السيدة فان هوتين بإعادة تقييم الوضع. فعندما صُور بارت بأنه طفل بارد ومشهور فهو وميلهوس كان هدفهم هزيمة الفتوة من بينهم (دولف، جيمبو، كيرني، ونيلسون مونتز). وقد قال ميلهوس من أجل التلخيص الكمي للأوضاع الاجتماعية التي في المدرسة «ثلاث سنوات ونصف. نحن ضربنا ولكن حصلنا على تصريح لهذا». فلقد تخاصم بارت ونيلسون في الماضي. وقد أعلن بارت الحرب عليه في آن واحد. ولكن قد يكونوا أصدقاء مقربين في إحيان أخرى. يكون بارت من أكبر المشجعين للمهرج كروسيتى المذيع التليفزيوني لبرنامج الأطفال. فقد قال ذات مرة «لقد اعتمدت طول حياتي على تعاليم كروسيتي». وينام في حجرة مليئة بالألعاب والمواد المرتبطة ببرنامج كروسيتي. وقد ساعد المهرج مرات كثيرة جداً. وعلى سبيل المثال في أحداث السطو المسلح في جزء «كروسيتي يحصل على كسر» في عام 1990 في الفصل الأول فإن الممثل الصامت بوب أضعف جهده من أجل إظهار المكان الكاذب لكروسيتي. أما كروسيتي في جزء «شبه الأب» «شبه المهرج» فقد عاد مرة أخرى مع والده والذي لم يقابله كثيراً وفي جزء «كروستي يحصل على كسر» فقد كان كروسيتي هو السبب في عودة أبيه إلى التليفزيون وعودة مجد والده. ومع ذلك ظل كروسيتي يتجاهل كثيراً من مساعدات بارت وتعامل كأنه لا علاقة له ببارت. في صيف ما التحق بارت بالمخيم الصيفي لكروستي بإحساس كبير ولكن لم يأتِ كروسيتي، وتحول المخيم إلى كارثة طبيعية. وظل بارت محافظاً على آماله بأن كريستي سوف يأتي ولكن سرعان ما تم دفعه على الحافة، ويقرر بأن كروستي هو الذي يكره المواد التجارية. ويحتل المخيم ويزور كروسيتي المخيم على الفور من أجل إنهاء هذا الصراع. وقد نجح بمهارة في تهدئة بارت. إن واحدة من الأفكار الأصلية للمسلسل كون بارت مشجع للمهرج التليفزيوني ولكن ليس لديه أي احترام لأبيه على الرغم من أن هذه الفكرة لم تُبحث أبداً. وطبقاً لهذه الخطة الأصلية فإن تصميم كروسيتي كان هومير بمكياج المهرج. إن بارت في قسم «كروسيتي يحصل على كسر» بدأ العدوان الذي استغرق فترة طويلة بين الطرفين وذلك عندما نُفذت خطة الممثل الصامت بوب. قرر الكاتبون العودة مراراً وتكراراً لبوب، وقرروا الانتقام من بارت. واستلهموا الفكرة من الذئب الذي يطارد عداء الطريق. وأوضحوا أن بوب شخص ذكي مهووس بالقبض على الطفل غير المطيع. وقد خرج بوب في الجزء العاشر. بصفة عامة فإنه قد فعل خطط سيئة، وفي النهاية يعاني الجميع من الفشل.

## كيفية الاستقبال والتأثير الثقافي

### بارتمانيا
وفي الفصول الأولى بينما كان يتم ضبط هومر كان بارت هو الشخصية الرئيسية في الفصول الثلاثة الأولى.
وفي عام 1990 كان بارت أكثر الشخصيات التليفزيونية شهرة. وبدأ في استخدام تعبير «بارتمانيا». كان بارت أكثر الشخصيات التي احتلت مكانة في الذاكرة من بين شخصيات سيمبسون وكانت التيشيرتات تمثل ذلك. في بداية عام 1990 فقد بيعت ملايين التيشرتات التي تحمل بارت. فالمليون يُباع في عدة أيام فقط. وبسبب فشل بارت في نموذج دور الشر فقد مُنعت بعض الدول الأمريكية التيشيرتات التي تحمل كتابات مثل «أنا بارت سيمبسون. من أنت أيها الجحيم؟» و «فخور بها يا رجل !» التي تحت التحقيق والتي كُتبت بواسطة بارت.
وقام أهل سيمبسون بمبيعات جيدة لمنتجاتهم التجارية. وتمكنوا من تحقيق ربح مليوني دولار خلال أول 14 شهر . كان بارت سبباً في تحقيق النجاح لمنتجات سيمبسون وإنتاج المنتجات المزورة في السوق السوداء وخصوصاً إنتاج التيشيرتات. وفي بعض الأحيان وبينما احتل بارت مكانة في الإعلانات المختلفة فقد تم تصويره على أنه شخصية جديدة مصممة وذلك في كتابات «تنيج مونتانت ننجا بارت» و «اير سيمبسون بارت» و «راستا بارت». الإستثناءات التي صورت بارت داخل ذي «نازي» على أنه «نازي بارت» أو أنه أصلع لم تعترض على البضائع المحظورة عموماً فيما عدا «ماتجروننج». وبعد مرور القرن العشرون رفعت دعوة على منتجين هذه المنتجات واعتزل المنتجين إنتاج هذه المنتجات. كتب مايكل جاكسون أغنيته «دو ذا بارت مان». وفيما يتعلق بنجاح العرض فإن عرض «فوكس نت ورك» الذي تمت كتابته خلال عام 1990 قد تم عرضه في ساعة سيمبسون المشهورة 2000 يوم الأحد وفي نفس الساعة يوم الخميس قد تم عرض «ذا كوبي شون» ذلك العرض المرقم في الفترة المشهودة. خلال الصيف قد اشتركت العديد من مصادر الأخبار في الإشاعة فيما يخص منافسة «بل وبارت». وقد اشترك بل جاكسون في عدد المجلة الإسبوعية «ويكلي إنترشومنت» بتاريخ 31 أغسطس عام 1990 وارتدى تيشيرت بارت سيمبسون .
وكان جزء «بارت جنس إن إف» الفصل الثاني لعام 1990 هو الجزء الأول الذي انتشر ضد عرض جوسبي . وقد بلغت نسبة مشاهدة «ذا جوسبي شو»18,5. وقد استند منزل العرض والكتابة على المشاهدين الذين يشاهدون عبر التليفاز. ولكن قام الباحث الإعلامي«نلسون» بتتبع قسم المشاهدين وقد بلغ 33,5. ومن زاوية المشاهدين والعرض فإن العرض يظهر بطريقة مرقمة عددياً. وفي هذه الفترة فإن بمقارنة نسبة المشاهدة المعلنة نجد أن جزء فوكس نتورك من أكثر المشاهد مشاهدة . التاريخ الذي اتخذه سيمبسون هو أعلى نسبة مشاهدة حتى الآن . وبسبب شهرة بارت فقد كان أكثر أعضاء عائلة سيمبسون ظهوراً في إعلانات العرض وبما فيهم الأجزاء التي لم تشترك في الوقائع الأساسية للحدث.

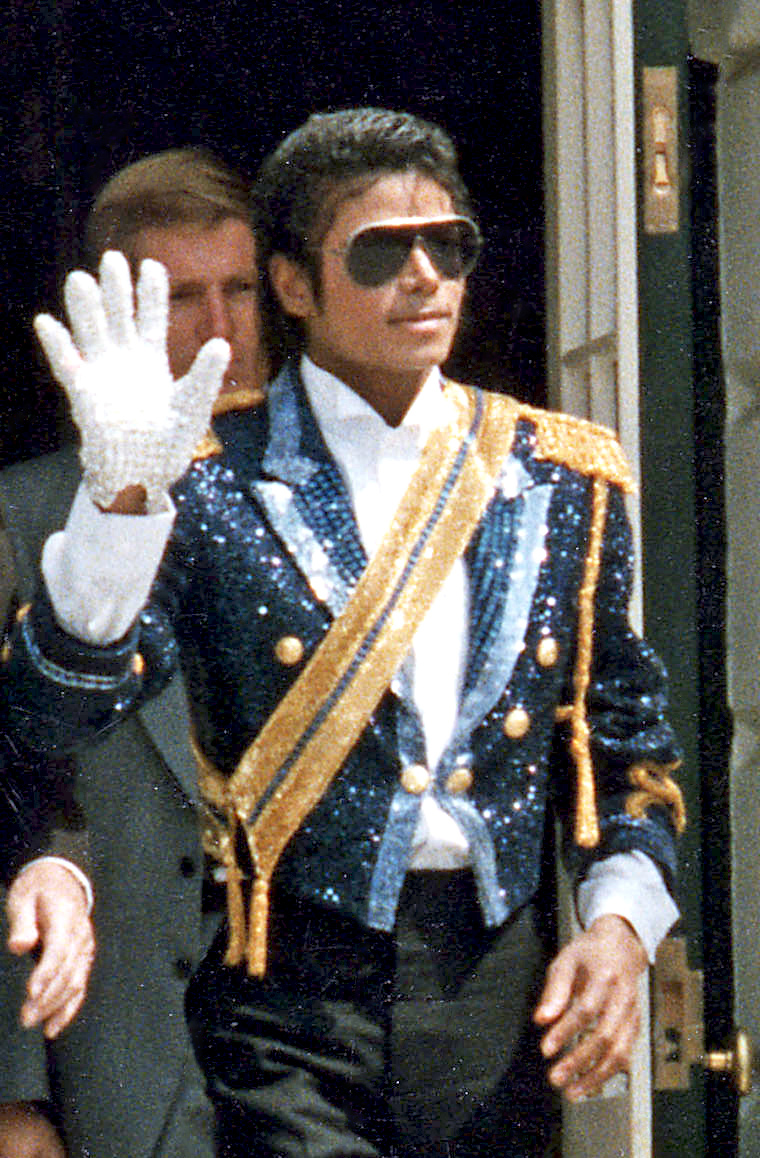
وقد كتب مايكل جاكسون الذي يكون مشجع لبارت "اعمل البارتمان"

فقد وُصف بارت ب «الملك التليفزيوني لعام 1990»، «ألمع نجم جديد تليفزيوني»  و «السحق الغير منتقض». اختارت مجلة الترفيه الأسبوعية «الشخص المسلي للعام» وكان «الشخصية الكرتونية بارت» عام 1990 وقد أثبت بارت أنه متمرد وعلاوة على ذلك أنه إرهابي بارتكابه لأعمال الإرهاب بسهولة إلا أنه أيضاً طفل جيد كمان أن في شجاعته صور تُشكل خطر علينا، بالإضافة إلى ذلك أعرب قائلاً «بحيرة إلى نفسه أنه نوع مثير الاهتمام بدوره». إن بارت في انتخابات الكونجرس ومجلس الشيوخ والحكام التي في الولايات المتحدة الأمريكية لعام 1990. فهو الذي يكون أكثر شهرة من بين المرشحين. وهو يكون الشخص الثاني بعد ميكي ماوس وذلك من بين الشخصيات الخيالية في العديد من المناطق. في موكب يوم الشكر لميكي عام 1990 فقد جعل بارت أول ظهور له مع واحدة من البالونات المملوءة بالهيليوم العملاق التي في الموكب المعروف. اعتباراً من هذا العام فقد ظهر بالون بارت سيمسون كل عام في هذا الموكب. ومع ذلك فقد أرسل في قسم «بارت مقابل الشكر» الذي نُشر في اليوم نفسه مع الموكب. فقد قال هومير لبارت «إذا ما زلت في عمل بالون لشخصيات الرسوم المتحركة فإنه سيحول العرض إلى مسرحية هزلية!». وفي هذه الأثناء فقد ظهر بالون بارت سيمبسون في التليفزيون لفترة قصيرة وذلك بدون علمه ومن وراءه.
نُشر ألبوم سمبسون غناء البلوز في شهر سبتمبر عام 1990 وحاز على نجاح كبير تبلغ ذروته إلى المرتبة الثالثة في اللائحة البيانية رقم 200 لبيلبورد. وكوفئت بالبلاتين مرتين من قبل جمعية صناعة التسجيلات الأمريكية. «أعمل بارتمان» أول أغنية بموسيقى الراب تم إصدارها من الألبوم سُجلت بصوت نانسي كارترايت وأصدرت بتاريخ 20 نوفمبر 1990. وعلى الرغم من عدم طباعة اسمها بتشجيع إلا أنها كُتبت من قبل مايكل جاكسون. جاكسون هو أحد أفراد عائلة سمبسون، وهو كضيف شرف (ستارك رافنج داد) تحت اسم مستعار (جون جاي اسمت). وعلى الرفم من عدم انتشار هذه الأغنية مطلقاً بشكل رسمى في الولايات المتحدة الأمريكية إلا أنها نجحت في المملكة المتحدة. كانت الأغنية السابعة الأكثر مبيعا في عام 1991، والأغنية رقم واحد على مدار فترة ثلاثة أسابيع ما بين 16 فبراير إلى 9 مارس بهذا العام. وبيعت نصف مليون نسخة. وشهدت الذهبية الأولى بتاريخ 1 فبراير 1991 من قبل صناعة التسجيلات الصوتية البريطانية.

### بارت كنموذج للدور
أدى تمرد بارت بسبب عدم عقابه بالرغم من شقاوته إلى جعل الآباء والأشخاص المتعصبين يقيمونه على أنه نموذج سيء للأطفال. كتب روبرت بيانجو الكاتب في جريدة "بتس برخ بوست" قائلاً "إن بارت تغلب على عائلته بدهائه وضغط على معلميه بإجاباته الجاهزة، باختصار نحن نرغب في كونه كذلك ولكننا نخاف منه على أطفالنا. زعم المعلمون في المدراس أن بارت هو تهديد للتعليم وذلك من موقفه السلبي تجاه التعليم "وعدم نجاحه وشعوره بالفخر لذلك". بالإضافة إلى ذلك  فإنه عرف بأنه "أناني وعدواني وذا روح سيئة " وقال جيمس بروك كإجابة لهذه الانتقادات "أتجنب توقعات التليفزيون التي تكون نموذج لدور كل شخص. فأنتم حقاً لا تميزوا نماذج الأدوار بهذا القدر في الحياة "، فلماذا مشغولون بالتليفاز عليهم؟". وقال إلزبس ثومان رئيس إدارة مركز التقيمات والإعلام المركزي في لوس انجلوس "أنه إذا إحترم الأطفال بارت سيمبسون فإنه لا يجب أن نسأل أنفسنا لماذا نستخدم التليفاز من أجل كل نماذج الأدوار في مجتمعنا ؟ فذلك يعد مشكلة كبيرة. وكلما استمرت فكرة أنه في التليفاز يمكنكم إيجاد نماذج كل الأدوار حينها يمكنكم جعل التليفاز موضع نظام تعليمي . وفي عام 1990 قام "وليم بنت" رئيس برنامج مكافحة المخدرات في الولايات المتحدة الأمريكية بزيارة مركز علاج الإدمان في "بتس بورخ" وعندما رأى إعلانات بارت على الحائط قال "أنتم لا تشاهدون سيمبسون، اليس كذلك؟ إنه لا يوجد به أي فائدة لكم. وعندما رأى ردود أفعال ذلك التفسير قدم" بينت" اعتذاراً. وقال ما قلته "مجرد مزحة. وقال "سنجلس بحسم ونضع الأشياء في أماكنها ". تحدث" بل جسبي" في التقرير الذي قدمه عام 1991 عن بارت نموذج لدور سيئ للأطفال ووصفه بأنه "عصبي وذا عقل مختلف وذا ضرر". وفيما يتعلق بذلك قال "ماتجروننج" إن هذا يلخص بارت تماماً، فبعض الناس بداخلهم صراع طبيعي وهم يعتقدون بأن كونه طبيعي شيء ممل جدا، ويتمنون فعل أشياء لا يستطيع الآخرين القيام بها ". وتحدث جورج بوش رئيس الدولة في فترة 27 يناير عام 1992 قائلاً "إننا سنعمل على تقوية العائلة الأمريكية وسنحرص على أن تكون أكثر العائلات الأمريكية شبيهة ب "ولتون " وأن يكون أقلها شبيها ب"سيمبسون". ورد كتاب الخط على ذلك بسخرية . وقال بارت في الجزء القصير الذي قدمه قبل تكرار نشر جزء "ستارك دافنج داد" بثلاثة أيام قائلاً "نحن تماماً مثل ولترن فنحن أيضاً ندعو إلى التخلص من الاكتئاب".
على الرغم من العديد من الانتقادات جول الشخصية إلا أنه قد أدلى بتعليقات إيجابية. أن بيجي شارين رئيس التليفزيون لتصرف الأطفال التي تكون منظمة شعبية تسعى إلى رفع مستوى الجودة في البرامج التليفزيونية الموجهة للأطفال علق قائلاً «كيف يمكنكم أن تدرسوا الدستور مانعاً التيشرتات{ …. } واحدة من سلسلة الرسوم المتحركة المفكرة التي في التليفزيون التجاري لعائلة سمبسون».
فقد كتب الكاتب إرما بومباك قائلاً «إن الأطفال في حاجة إلى معرفة النظيرات التي تكون موجودة في جانب هذه الدنيا والتي يمكن أن تُتم هذه الأفعال بنفسها والتي يخيل لهم خيالهم فقط والتي يمكن أن تفحمه خلف الوالدين وبالرغم من هذا يمكن أن تعطى إذن للحياة». فقد احتل بارت المركز الأول في الإستطلاع الذي سُئل إلى الأبوين عن «الشخصيات الوهمية التي يكون لها أكثر تأثير» على الأطفال تحت سن الثانية عشر في المملكة المتحدة عام 2003.

## روابط خارجية
- بارت سيمبسون على موقع ميوزك برينز (الإنجليزية)
- بارت سيمبسون على موقع ديسكوغز (الإنجليزية)